# 威廉·瓦利
威廉·瓦利（英語：William Varley，1880年11月6日—1968年10月），美国男子赛艇运动员。他曾代表美国参加1904年夏季奥林匹克运动会赛艇比赛，获得男子双人双桨金牌和男子双人单桨无舵手银牌。